# Arnaldo
Arnaldo  è un nome proprio di persona italiano maschile.

## Varianti
- Maschili: Arnoldo[1], Arnoaldo[1], Ernaldo
  - Ipocoristici: Naldo
- Femminili: Arnalda, Arnolda, Ernalda
  - Alterati: Arnaldina

### Varianti in altre lingue
- Alto tedesco antico: Arenwald[4]
- Basco: Arnaut
- Bulgaro: Арнолд (Arnold)
- Catalano: Arnau
- Ceco: Arnold
- Danese: Arnold
- Esperanto: Arnaldo
- Francese: Arnaud[2], Arnauld
- Germanico: Arnoald[5], Arenvald[3], Arnold[2][5], Arnald[5], Arnolt[5]

- Inglese: Arnold[2][3], Arnald[3], Ernold[3], Ernald[3], Arnell[3]
  - Ipocoristici: Arn[2], Arnie[2][3]
- Inglese antico: Earnweald[2][3]
- Latino: Arnaldus[1], Arnualdus, Arnoldus
- Lettone: Arnolds
- Normanno: Arnaud[3], Arnaut[3]
- Norvegese: Arnold
- Occitano: Arnaut
- Olandese: Arnout, Arnoud[2], Arend[2]
  - Ipocoristici: Aart[2]
- Polacco: Arnold

- Portoghese: Arnaldo
- Russo: Арнольд (Arnol'd)
- Slovacco: Arnold
- Sloveno: Arnold
- Spagnolo: Arnaldo, Arnoldo
- Tedesco: Arnold[2], Arend[2]
  - Ipocoristici: Arndt[2][3], Arne[2]
- Ucraino: Арнольд (Arnol'd)
- Ungherese: Arnold

## Origine e diffusione
Si tratta di un nome di origine germanica, composto dai termini arn (o arin, "aquila"), e wald (o vald, walda, "potente"); può essere interpretato come "potente come un'aquila" o "potere dell'aquila".
Latinizzato nelle forme Arnualdus e Arnaldus dall'VIII secolo, e Arnoldus dal XII secolo, può essere stato introdotto in Italia in un primo tempo dalla tradizione francone ed in un secondo tempo da quella germanica. In Inghilterra venne invece introdotto dai Normanni, rimpiazzato un nome imparentato inglese antico, Earnweald; non sopravvisse al Medioevo, ma fu ripreso nel XIX secolo, nella forma Arnold.

## Onomastico
L'onomastico si può festeggiare in memoria di più santi, alle date seguenti
- 15 gennaio, sant'Arnold Janssen, fondatore della Società del Verbo Divino e di alcune congregazioni religiose[6]
- 10 febbraio, beato Arnaldo, abate di santa Giustina[7]
- 17 giugno, beato Arnaldo o Arnoldo da Foligno, francescano[7]
- 18 luglio, sant'Arnoldo o Arnulfo, confessore, patrono di musicisti e cantori[2][8]
- 27 luglio, sant'Arnaldo, vescovo di Lione[2][7]
- 23 ottobre, beato Arnoldo Rèche, religioso lasalliano[6]

## Persone

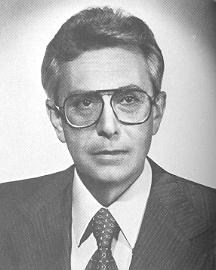
Arnaldo Forlani

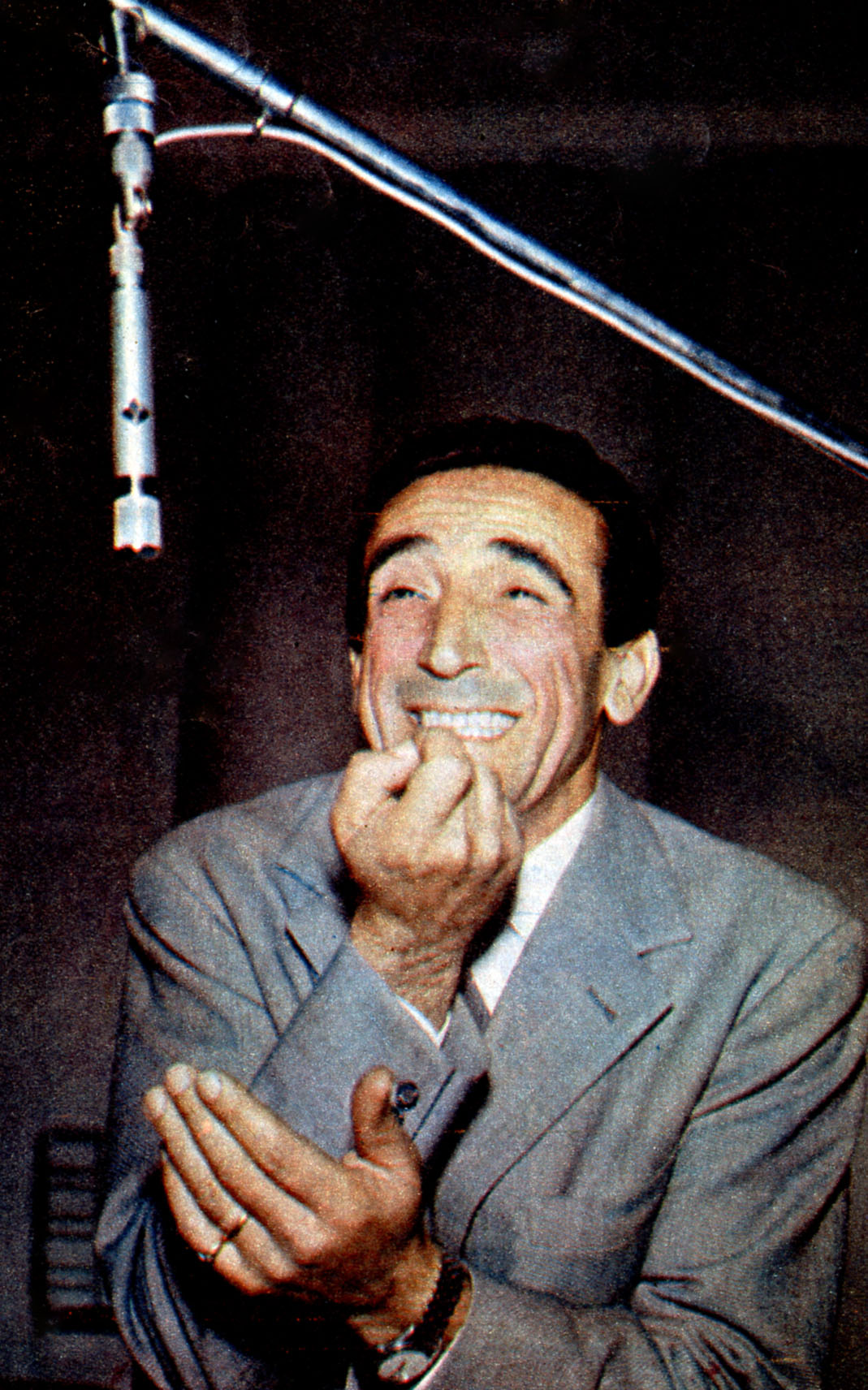
Arnoldo Foà

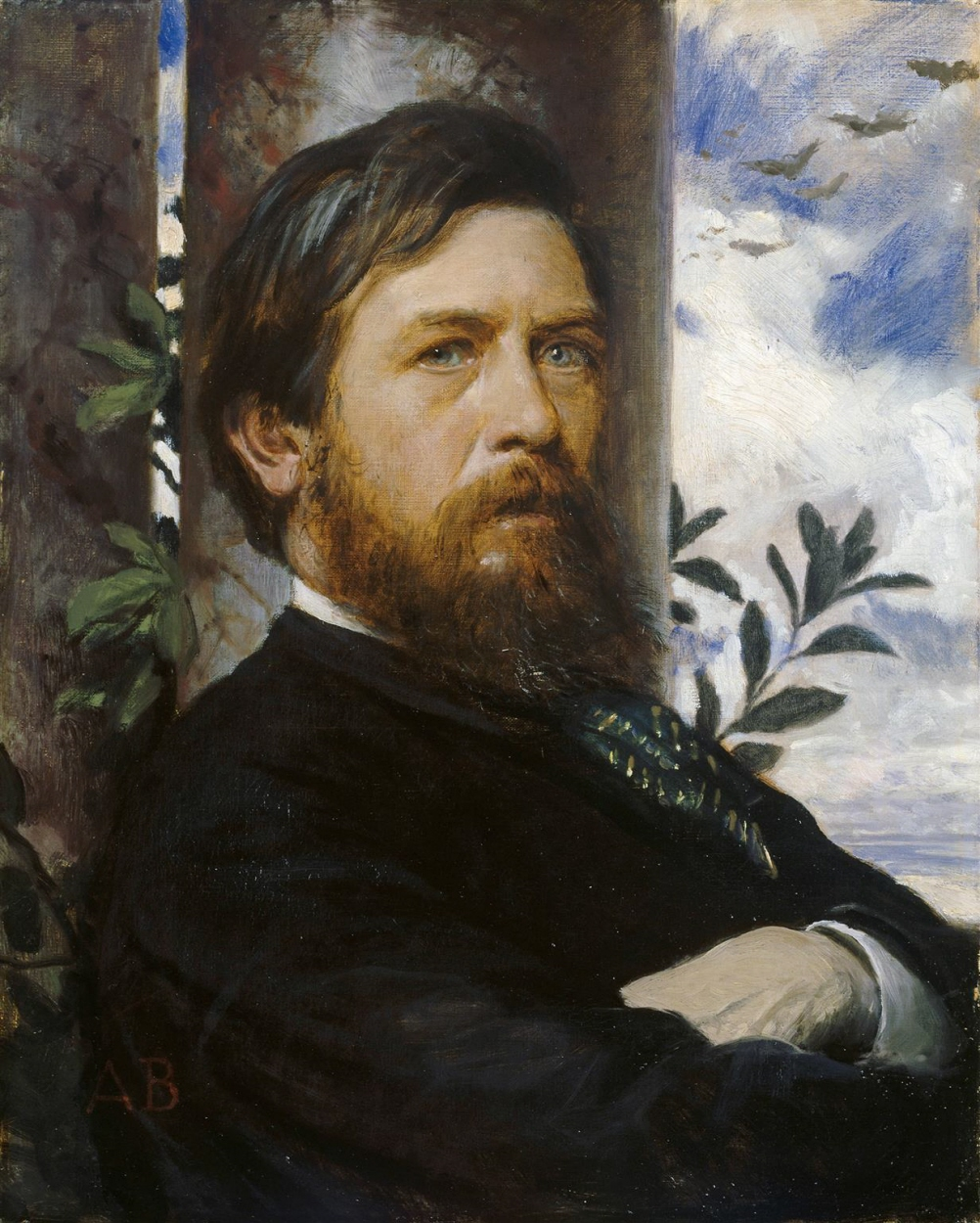
Arnold Böcklin

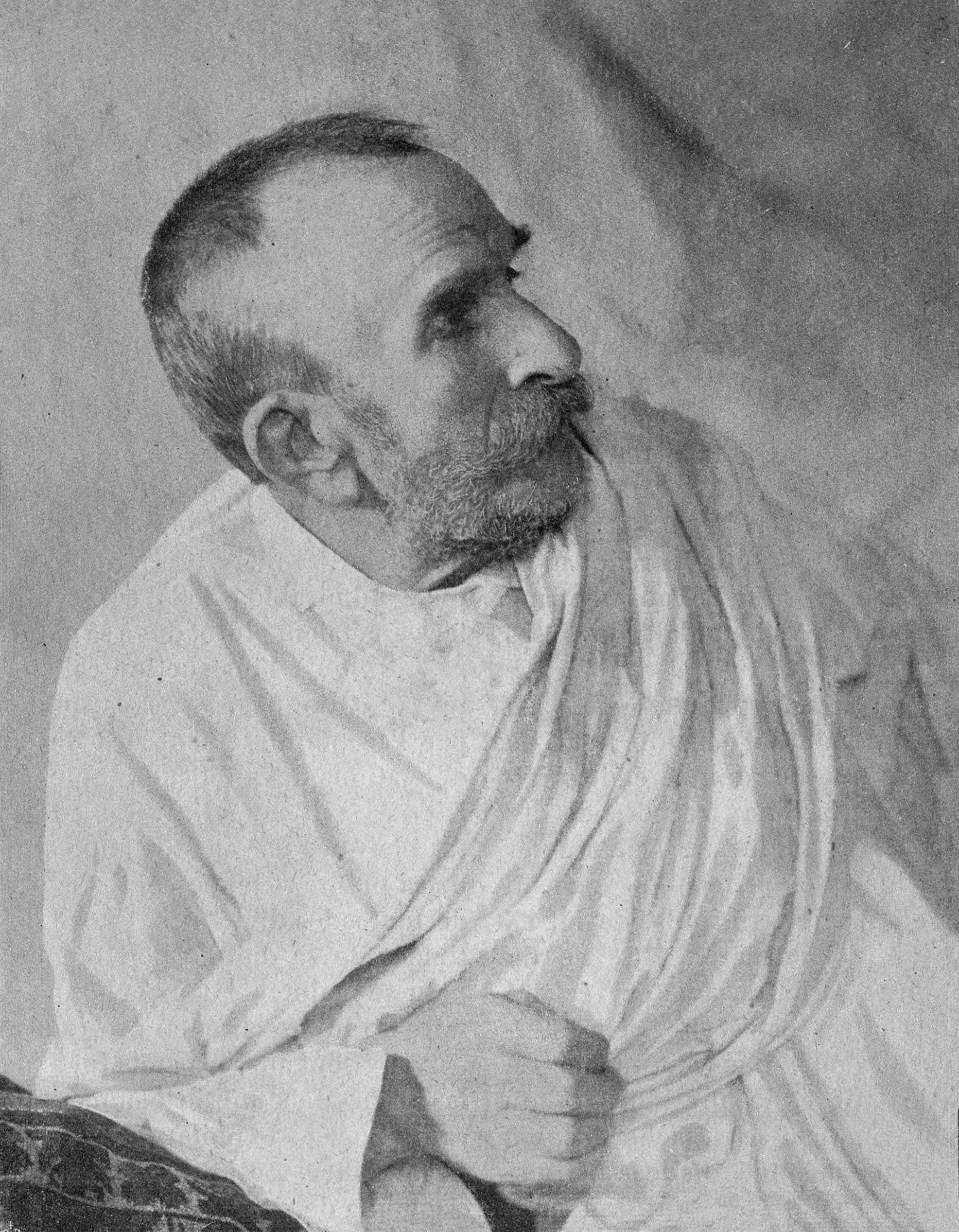
Arnaud Michel d'Abbadie

- Arnaldo da Brescia, religioso italiano
- Arnaldo Berni, militare italiano
- Arnaldo Cipolla, giornalista, esploratore e scrittore italiano
- Arnaldo Di Benedetto, critico e accademico italiano
- Arnaldo Forlani, politico italiano
- Arnaldo Fraccaroli, giornalista, scrittore e attore teatrale italiano
- Arnaldo Frateili, poeta, scrittore e giornalista italiano
- Arnaldo Fusinato, poeta e patriota italiano
- Arnaldo Ginna, pittore, scultore e regista italiano
- Arnaldo Momigliano, storico italiano
- Arnaldo Mussolini, giornalista e politico italiano
- Arnaldo Pambianco, ciclista su strada italiano
- Arnaldo Pomodoro, scultore italiano.

### Variante Arnoldo
- Arnoldo di Guascogna, duca di Guascogna
- Arnoldo di Lubecca, religioso e storico tedesco
- Arnoldo di Selenhofen, arcivescovo di Magonza
- Arnoldo Alemán, politico nicaraguense
- Arnoldo Ellerman, compositore di scacchi argentino
- Arnoldo Foà, attore, regista, doppiatore e scrittore italiano
- Arnoldo Iguarán, calciatore colombiano
- Arnoldo Mondadori, editore italiano
- Arnoldo Onisto, vescovo cattolico italiano
- Arnoldo Wion, editore e monaco francese

### Variante Arnold
- Arnold Böcklin, pittore svizzero
- Arnold Ehret, scrittore e giornalista austro-ungarico
- Arnold Henri Guyot, geologo e geografo svizzero naturalizzato statunitense
- Arnold Heeren, storico e filologo tedesco
- Arnold Rüütel, politico estone
- Arnold Schönberg, compositore austriaco naturalizzato statunitense
- Arnold Schwarzenegger, attore, politico, imprenditore e culturista austriaco naturalizzato statunitense
- Arnold Sommerfeld, fisico tedesco
- Arnold Spencer-Smith, presbitero, esploratore e fotografo britannico
- Arnold Toynbee, filosofo, storico ed economista britannico
- Arnold van Gennep, antropologo francese

### Variante Arnaud
- Arnaud-Amanieu VIII d'Albret, militare, politico e cavaliere francese
- Arnaud Bernard du Pouget, vescovo cattolico e cardinale francese
- Arnaud Amaury, abate e arcivescovo cattolico francese
- Arnaud Clément, tennista francese
- Arnaud Corbic, filosofo francese
- Arnaud Costes, rugbista e allenatore di rugby francese
- Arnaud Coyot, ciclista su strada francese
- Arnaud Michel d'Abbadie, esploratore francese
- Arnaud d'Aux, cardinale e vescovo cattolico francese
- Arnaud d'Ossat, cardinale, diplomatico e vescovo cattolico francese
- Arnaud de Comps, Gran Maestro dell'Ordine di San Giovanni di Gerusalemme
- Arnaud Delalande, sceneggiatore e scrittore francese
- Arnaud de Rosnay, surfista, fotografo, avventuriero ed inventore francese
- Arnaud Desplechin, regista e sceneggiatore francese
- Arnaud Kouyo, calciatore ivoriano
- Arnaud Le Lan, calciatore francese
- Arnaud Tournant, pistard francese
- Arnaud Vincent, pilota motociclistico francese

### Variante Arnaut
- Arnaut Daniel, trovatore francese
- Arnaut de Mareuil, poeta, scrittore e trovatore francese

### Variante Arnolds
- Arnolds Helmanis, calciatore lettone
- Arnolds Spekke, scrittore lettone
- Arnolds Tauriņš, cestista lettone

## Il nome nelle arti
- Arnold Layne è un singolo dei Pink Floyd del 1967.
- Arnold Zeck è un personaggio della serie di Nero Wolfe.